# Scopocoelidia volsellata
Scopocoelidia volsellata är en insektsart som beskrevs av Marques-costa och Rodney Ramiro Cavichioli 2007. Scopocoelidia volsellata ingår i släktet Scopocoelidia och familjen dvärgstritar. Inga underarter finns listade i Catalogue of Life.